# Educació expandida
L'educació expandida és l'educació que barreja elements de l'educació formal, l'ensenyament informal i les noves tecnologies, de manera que aposta per un aprenentatge permanent al llarg del dia. Internet permet que la informació provingui de múltiples fonts i les eines col·laboratives possibiliten que cada persona es construeixi un itinerari formatiu a mida, que respongui als seus interessos i aptituds. Aquesta nova educació està, doncs, centrada en l'aprenent i no en el professor, el qual ja no té el monopoli del coneixement.